# Pteralopex pulchra
Pteralopex pulchra là một loài động vật có vú trong họ Dơi quạ, bộ Dơi. Loài này được Flannery miêu tả năm 1991.

## Hình ảnh

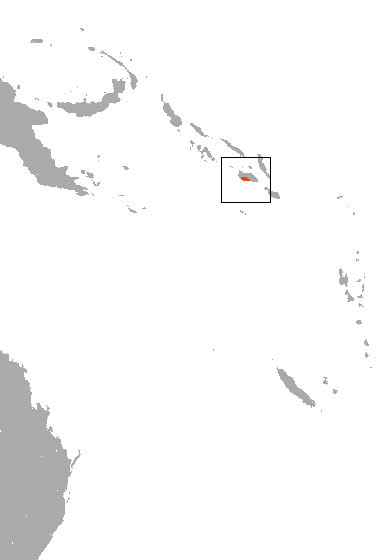